# حزب قمة المفكرين الأحرار
حزب قمة المفكرين الأحرار  (بالفارسية: حزب چکاد آزاداندیشان)  هو حزب سياسي إيراني أصولي تأسس عام 2000، معظمه من قبل أكاديميين في جامعة آزاد الإسلامية. تنافس الحزب في الانتخابات التشريعية الإيرانية عام 2000 وتمكن من تحقيق بعض النجاح. في انتخابات 2001 و2005 الرئاسية، دعم عبد الله الجاسبي وأكبر هاشمي رفسنجاني على التوالي. في الانتخابات الرئاسية لعام 2009، لم يدعم الحزب أي مرشح، لكنه دعا الناس للتصويت. كما صادق على القائمة الانتخابية للجمعيتين لانتخابات مجلس الخبراء في عام 2006.